# Jacob Alexander Preston
Jacob Alexander Preston (* 12. März 1796 in Bel Air, Harford County, Maryland; † 2. August 1868 in Perryman, Maryland) war ein US-amerikanischer Politiker. Zwischen 1843 und 1845 vertrat er den Bundesstaat Maryland im US-Repräsentantenhaus.

## Werdegang
Jacob Preston besuchte die öffentlichen Schulen seiner Heimat und studierte danach bis 1816 an der University of Maryland Medizin. Nach seiner Zulassung als Arzt begann er in Maryland in diesem Beruf zu praktizieren. Außerdem betätigte er sich in der Landwirtschaft. Während des Britisch-Amerikanischen Krieges von 1812 war Preston Leutnant in einem Regiment aus Maryland. Politisch schloss er sich Mitte der 1830er Jahre gegründeten Whig Party an.
Bei den Kongresswahlen des Jahres 1842 wurde Preston im fünften Wahlbezirk von Maryland in das US-Repräsentantenhaus in Washington, D.C. gewählt, wo er am 4. März 1843 sein neues Mandat antrat. Da er im Jahr 1844 auf eine erneute Kandidatur verzichtete, konnte er bis zum 3. März 1845 nur eine Legislaturperiode im Kongress absolvieren. Diese Zeit war von den Spannungen zwischen Präsident John Tyler und den Whigs geprägt. Außerdem wurde damals bereits über eine mögliche Annexion der seit 1836 von Mexiko unabhängigen Republik Texas diskutiert.
Nach dem Ende seiner Zeit im US-Repräsentantenhaus arbeitete Preston wieder als Arzt und in der Landwirtschaft. Er starb am 2. August 1868 in Perryman.